# Thập niên
Thập niên, còn gọi là thập niên kỷ, thập kỷ, hay một niên đại (年代), một trật (秩), là khoảng thời gian 10 năm.

## Cách gọi "kỷ"
"Kỷ" (chữ Hán: 紀) khi được dùng để đo lường thời gian, tuỳ người, tuỳ thời mà có các cách hiểu như sau về "kỷ":
- Mười hai năm là một kỷ.[1]
- Mười năm là một kỷ.[1]
- Một nghìn năm trăm năm là một kỷ.[1]
- Mỗi một đời vua của một vương triều là một kỷ.[1]
- Chỉ khoảng thời gian tương đối dài. Ví dụ: thế kỷ, thiên niên kỷ (còn gọi là thiên kỷ), trung thế kỷ.[2]

## Sử dụng
Bất kỳ khoảng thời gian mười năm là một "thập kỷ". Ví dụ, tuyên bố rằng "trong suốt thập kỷ cuối cùng của ông, Mozart khám phá sự hòa hợp màu sắc ở một mức độ hiếm vào thời điểm" chỉ đề cập đến những năm mười cuối cùng của cuộc đời Mozart mà không quan tâm năm lịch được bao phủ. Ngoài ra, 'thập kỷ đầu tiên' trong cuộc đời của một người bắt đầu vào ngày sinh của họ và kết thúc vào cuối năm thứ 10 của cuộc đời khi họ có sinh nhật lần thứ 10; thập kỷ thứ hai của cuộc đời bắt đầu từ năm thứ 11 của cuộc đời họ (trong đó người ta thường gọi là 10) và kết thúc vào cuối năm thứ 20 của cuộc đời vào ngày sinh nhật thứ 20 của họ; thập kỷ thứ ba, được gọi là ở tuổi hai mươi (20), bắt đầu từ năm thứ 21 của cuộc đời (trong đó một năm được gọi là 20) và kết thúc vào cuối năm thứ 30 của cuộc đời vào ngày sinh nhật thứ 30 của họ; những thập kỷ tiếp theo của cuộc đời được mô tả theo cách tương tự bằng cách tham chiếu đến hàng chục chữ số của tuổi của họ.
Có hai phương pháp phân định thập kỷ theo lịch Gregorius:

### 0 đến 9
Phương pháp được sử dụng rộng rãi nhất cho các thập kỷ có giá trị là nhóm năm dựa trên hàng chục chữ số được chia sẻ của họ, từ một năm kết thúc từ 0 đến một năm kết thúc vào 9 - ví dụ, giai đoạn từ 1960 đến 1969, những năm 1990 hoặc 1960, là một trong những nhóm như vậy. Đôi khi, chỉ có hàng chục phần được đề cập (thập niên 60 hoặc sáu mươi), mặc dù điều này có thể khiến nó mơ hồ về ý nghĩa của thế kỷ. Đặc biệt vào thế kỷ 20, các thập kỷ từ 0 đến 9 đã được nhắc đến với các biệt danh liên quan, chẳng hạn như "Thập niên sáu mươi" (thập niên 1960), "Chiến trường chiến tranh" (thập niên 1940) và "Roared Twenties" (thập niên 1920). Thói quen này đôi khi cũng được áp dụng cho nhiều thập kỷ của các thế kỷ trước, ví dụ, gọi những năm 1890 là "Nineties Gay" hay "Nineties Nineties".

### 1 đến 0
Một cách tiếp cận hiếm hoi hơn nhiều kể từ khi bắt đầu kỷ nguyên lịch AD để tạo ra những thập kỷ liên tiếp từ một năm kết thúc bằng 1 đến một năm kết thúc bằng 0, với những năm 1 - 10 được mô tả là "thập kỷ đầu tiên", năm 11 - 20 là "thập kỷ thứ 2", v.v. Những thập kỷ sau thường được mô tả là "thập kỷ thứ N của thế kỷ thứ M" (sử dụng cách giải thích chặt chẽ của "thế kỷ"). Ví dụ: "thập kỷ thứ hai của thế kỉ 12", "thập kỷ đầu tiên của thế kỷ 16", "thập kỷ thứ ba của thế kỷ 16";  "thập kỷ cuối cùng của thế kỷ 18". Nhóm thập kỷ này cũng có thể được xác định rõ ràng, ví dụ: "1961-1970",  "2001-2010", hay "2021-2030".
| Năm               | 1                            | 2                            | 3                            | ...                          | 9                            | 10                           | 11                           | 12                           | ...                          | 19                           | 20                           | ... | 2000           | 2001                          | 2002                          | ...                           | 2009                          | 2010                          | 2011                          | 2012                          | ...                           | 2019                          | 2020                          | 2021                          | 2022                          | ...                           | 2029                          | 2030                          |
| Thập niên 0-đến-9 | Thập niên 0                  | Thập niên 0                  | Thập niên 0                  | Thập niên 0                  | Thập niên 0                  | Thập niên 10                 | Thập niên 10                 | Thập niên 10                 | Thập niên 10                 | Thập niên 10                 | ...                          | ... | Thập niên 2000 | Thập niên 2000                | Thập niên 2000                | Thập niên 2000                | Thập niên 2000                | Thập niên 2010                | Thập niên 2010                | Thập niên 2010                | Thập niên 2010                | Thập niên 2010                | Thập niên 2020                | Thập niên 2020                | Thập niên 2020                | Thập niên 2020                | Thập niên 2020                | ...                           |
| Thập niên 1-đến-0 | Thập niên thứ 1 của thế kỷ 1 | Thập niên thứ 1 của thế kỷ 1 | Thập niên thứ 1 của thế kỷ 1 | Thập niên thứ 1 của thế kỷ 1 | Thập niên thứ 1 của thế kỷ 1 | Thập niên thứ 1 của thế kỷ 1 | Thập niên thứ 2 của thế kỷ 1 | Thập niên thứ 2 của thế kỷ 1 | Thập niên thứ 2 của thế kỷ 1 | Thập niên thứ 2 của thế kỷ 1 | Thập niên thứ 2 của thế kỷ 1 | ... | ...            | Thập niên thứ 1 của thế kỷ 21 | Thập niên thứ 1 của thế kỷ 21 | Thập niên thứ 1 của thế kỷ 21 | Thập niên thứ 1 của thế kỷ 21 | Thập niên thứ 1 của thế kỷ 21 | Thập niên thứ 2 của thế kỷ 21 | Thập niên thứ 2 của thế kỷ 21 | Thập niên thứ 2 của thế kỷ 21 | Thập niên thứ 2 của thế kỷ 21 | Thập niên thứ 2 của thế kỷ 21 | Thập niên thứ 3 của thế kỷ 21 | Thập niên thứ 3 của thế kỷ 21 | Thập niên thứ 3 của thế kỷ 21 | Thập niên thứ 3 của thế kỷ 21 | Thập niên thứ 3 của thế kỷ 21 |

### Cách sử dụng hai phương pháp của người dân
Một cuộc thăm dò của YouGov đã được tiến hành vào ngày 2 tháng 12 năm 2019, hỏi 13.582 người trưởng thành ở Mỹ liệu thập kỷ tiếp theo sẽ bắt đầu vào ngày đầu năm mới 2020 hay ngày đầu năm mới 2021. Kết quả cho thấy 64% trả lời rằng thập kỷ tiếp theo sẽ bắt đầu vào ngày 1 tháng 1 năm 2020, và kết thúc vào ngày 31 tháng 12 năm 2029 (phương pháp 0 đến 9), 19% trả lời họ không chắc chắn và 17% trả lời rằng thập kỷ tiếp theo sẽ bắt đầu vào ngày 1 tháng 1 năm 2021 và kết thúc vào ngày 31 tháng 12 năm 2030 (phương pháp 1 đến 0).